# خفاش شاحب
خفاش شاحب (الاسم العلمي Antrozous pallidus) هو نوع من الخفافيش التي توجد من غرب كندا إلى وسط المكسيك. هو النوع الوحيد من جنسه ويرتبط أرتباطًا وثيقًا باخفاش فان جيلدر (Bauerus dubiaquercus)، والذي يتم تضمينه أحيانًا في قبيلة الوطواطيات الشاحبة.